# Staphylococcus epidermidis
Staphylococcus epidermidis är en bakterie som tillhör kroppens naturliga bakterieflora på hud och slemhinnor. De förekommer mest på slemhinnor som angränsar till huden som talgkörtelmynningar och svettkörtelporer.
Enzymet koagulas kan inte bildas då S. epidermidis är koagulasnegativ (KNS koagulasnegativ stafylokocker). Den bildar inte heller några toxiner. Däremot bildar den olika betalaktamaser som kan göra den resistent mot antibiotika (MRSE).
Då S. epidermidis infekterar djupare vävnader och blodbanan, kallas det endogen smittväg, då S. epidermidis tillhör kroppens naturliga bakterieflora. S. epidermidis kan även smitta exogent, då personal kan överföra resistenta sjukhusstammar från patient till patient.
Patienten kan ha en infektion utan att visa tydliga symtom på detta då S. epidermidis är så vanlig för immunförsvarets celler. Feberreaktionen blir inte så kraftig och antalet vita blodkroppar ökar inte heller så kraftigt.
S. epidermidis kan leda till sepsis, endokardit, ledprotesinfektion och peritonit.
S. epidermidis producerar en biofilm som gör att bakterierna kan fästa på plastmaterial. Biofilmen gör även bakterien svåråtkomlig för immunförsvaret och antibiotikabehandling. KNS är en vanlig orsak till endokardit, särskilt protesendokardit, då bakterien slår sig ned på en inopererad klaffprotes, biologisk eller mekanisk. Mortaliteten i endokardit var närmare 100% innan antibiotikabehandling fanns. På grund av det stora flödet, att klaffarna inte har någon egen blodförsörjning samt att bakterierna bildar biofilm krävs högre och längre doser av antibiotika än vid andra infektioner för att patienten ska bli frisk. Vid positivt blododlingssvar för KNS vid endokardit behandlar man med vankomycin intravenöst under minst 4 veckor.